# Moringua edwardsi
Espèce
Statut de conservation UICN

 LC  : Préoccupation mineure
Moringua edwarsi est une espèce de poissons téléostéens serpentiformes.